# Catherine Brewer Benson
Catherine Elizabeth Benson,  (24 de enero de 1822 – 27 de febrero de 1908) fue una de las primeras mujeres en obtener un título universitario de licenciatura en los Estados Unidos.

## Vida
Catherine Brewer nació el 24 de enero de 1822, en Augusta, Georgia, hija de Thomas Aspinwall Brewer y Mary Foster Brewer. tuvo dos hermanos menores Adeline y Edward Ebenezer. Se mudaron de Massachusetts a Lexington en 1820 y en 1838 se mudaron de nueva cuenta a Macon.

## Educación
En Gray, Georgia se inscribió en Clinton Female Seminary, cuando el seminario cerró muchas de las estudiantes, incluida Brewer, sed inscribieron en Georgia Female College (ahora Wesleyan College) en 1839. La universidad comenzó a impartir clases en 1836, y ella fue la primera mujer en recibir su título debido a que su apellido era el primero alfabéticamente de todos los graduentes de la generación de 1840.
Recibió su título el 16 de julio de 1840 donde decía "ha completado su curso regular y concedido sú Primer Grado",, lo que comúnmente se refiere al título de licenciatura. Ella es recordada cada año en la reunión de Wesleyan College Alumnae Association donde los graduantes usan el "Cargo Benson ", tomado de un discurso de la generación de 1888:  "Los miembros de la clase que se graduó , harán más demandas sobre ti de lo no se hizo sobre nosotros. Su formación, si eres fiel a ella, será ampliamente a reunir los requisitos para satisfacer esas demandas. Ninguna bendición más sabia podría desear para uque que esto pueda ser cierto para toda obra designada por Dios.."
Aunque Benson ha sido nombrada la primera mujer en recibir un título de licenciatura en Estados Unidos, las mujeres del Mississippi College han obtenido estos títulos desde 1831.

## Matrimonio y Legado
Catherine se casó con Richard Aaron Benson (nacido el 14 de noviembre de 1821 en Putnam County, Georgia, y fallecido el 10 de octubre de 1877 en Macon) el 24 de noviembre de 1842, in Macon, el matrimonio tuvo ocho hijos: Catherine Colvard Benson, Richard Edward Benson, Thomas Brewer Benson, Eliza Sophie Benson, William Shepherd Benson, Frank Cook Benson, Howard Burke Benson y Gertrude Benson.
Catherine Benson murió en su casa el 27 de febrero de 1908, a la edad de 86, después de varias semanas de enfermedad.